# 张晔 (现代五项运动员)
张晔（1990年1月14日—），内蒙古人，中国女子现代五项运动员。

## 生平
2010年参加广州亚运会现代五项比赛，并获得女子个人第四名和女子团体金牌。